# Världsmästerskapen i simsport 2015
Världsmästerskapen i simsport 2015 var de 16:e världsmästerskapen i simsport, och anordnades 24 juli–9 augusti 2015 i Kazan, Ryssland. Evenemanget bestod av tävlingar i sex olika simsporter (simhopp, simning, konstsim, vattenpolo, öppet vatten-simning och klippdykning).
I de sex simsporterna delades det totalt ut medaljer i 75 grenar, vilket blev rekordhögt för världsmästerskapen i simsport. Vid tävlingarna i konstsim fick män delta för första gången någonsin då två mix-tävlingar fanns på programmet.

## Val av värdstad
Internationella simförbundet utsåg i juli 2011 Kazan till värdstad framför de andra kandidaterna Guadalajara i Mexiko och Hongkong. Detta var första gången som världsmästerskapen i simsport arrangerades i Ryssland.

## Arenor

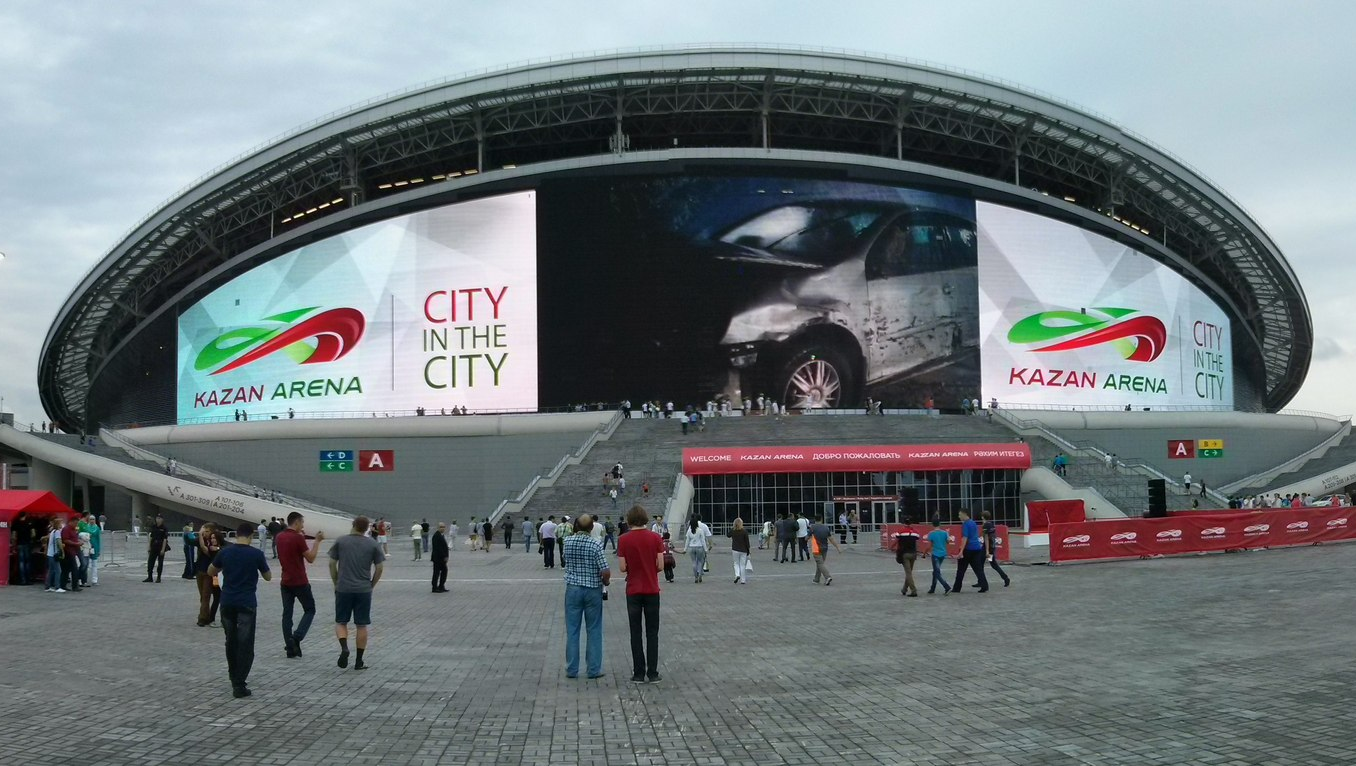
Kazan Arena är normalt en fotbollsarena men gjordes under mästerskapet om för tävlingarna i simning och konstsim.

Kazan Arena var huvudarena för mästerskapen, utöver simning avgjordes även konstsim här. Arenan används normalt för fotboll men utrustades med två temporära 50-metersbassänger som placerades på fotbollsplanen, i denna skepnad hade arenan plats för 11 000 åskådare. De fyra övriga sporterna avgjordes på andra arenor i Kazan.
| - Kazan Arena (temporär med bassänger) – Simning, Konstsim - Water Polo Arena (temporär arena vid floden Kazankas strand) – Vattenpolo | - Aquatics Palace – Simhopp - Kazanka Venue (temporär arena vid floden Kazankas strand) – Öppet vatten-simning, Klippdykning |  |

## Deltagande nationer
Runt 2400 idrottare från 190 nationer och territorium deltog i mästerskapen.
| - Albanien - Algeriet - Amerikanska Jungfruöarna - Amerikanska Samoa - Andorra - Angola - Antigua och Barbuda - Argentina - Armenien - Aruba - Australien - Azerbajdzjan - Bahamas - Bahrain - Bangladesh - Barbados - Belgien - Benin - Bermuda - Bolivia - Bosnien och Hercegovina - Botswana - Brasilien - Brittiska Jungfruöarna - Brunei - Bulgarien - Burkina Faso - Burma - Burundi - Caymanöarna - Centralafrikanska republiken - Chile - Colombia - Cooköarna - Costa Rica - Curaçao - Cypern - Danmark - Djibouti - Dominikanska republiken - Ecuador - Egypten - Elfenbenskusten - El Salvador - Estland - Etiopien - Fiji - Filippinerna | - Finland - Frankrike - Färöarna - Förenade arabemiraten - Gabon - Gambia - Georgien - Ghana - Grekland - Grenada - Guam - Guatemala - Guinea - Guyana - Haiti - Honduras - Hongkong - Indien - Indonesien - Irak - Iran - Irland - Island - Israel - Italien - Jamaica - Japan - Jemen - Jordanien - Kambodja - Kamerun - Kanada - Kazakstan - Kenya - Kina - Kinesiska Taipei - Kirgizistan - Komorerna - Kongo-Brazzaville - Kosovo - Kroatien - Kuba - Kuwait - Laos - Lesotho - Lettland - Libanon - Libyen | - Liechtenstein - Litauen - Luxemburg - Macao - Madagaskar - Makedonien - Malawi - Malaysia - Maldiverna - Mali - Malta - Marocko - Marshallöarna - Mauritius - Mexiko - Mikronesiska federationen - Moçambique - Monaco - Mongoliet - Montenegro - Moldavien - Namibia - Nepal - Nederländerna - Nicaragua - Niger - Nigeria - Nordkorea - Nordmarianerna - Norge - Nya Zeeland - Oman - Pakistan - Palau - Palestina - Panama - Papua Nya Guinea - Paraguay - Peru - Polen - Portugal - Puerto Rico - Qatar - Rumänien - Rwanda - Ryssland - Saint Kitts och Nevis | - Saint Lucia - Saint Vincent och Grenadinerna - Samoa - San Marino - Senegal - Serbien - Seychellerna - Schweiz - Sierra Leone - Singapore - Slovakien - Slovenien - Spanien - Sri Lanka - Storbritannien - Sudan - Surinam - Sverige - Swaziland - Sydafrika - Sydkorea - Syrien - Tadzjikistan - Tanzania - Thailand - Östtimor - Tjeckien - Togo - Tonga - Trinidad och Tobago - Tunisien - Turkiet - Turkmenistan - Turks- och Caicosöarna - Tyskland - Uganda - Ukraina - Ungern - USA - Uruguay - Uzbekistan - Venezuela - Vietnam - Vitryssland - Zambia - Zimbabwe - Österrike |

## Kalender
Öppningsceremonin ägde rum den 24 juli på TatNeft Arena och ceremonins föreställningsdel visades även upp vid åtta andra tillfällen under tävlingsdagarna. Avslutningsceremonin hölls den 9 augusti 2015.
| ● | Tävlingar | 1 | Medaljtävlingar |

| Juli–augusti 2015    | 24 Fre | 25 Lör | 26 Sön | 27 Mån | 28 Tis | 29 Ons | 30 Tor | 31 Fre | 1 Lör | 2 Sön | 3 Mån | 4 Tis | 5 Ons | 6 Tor | 7 Fre | 8 Lör | 9 Sön | Medaljtävlingar |
| -------------------- | ------ | ------ | ------ | ------ | ------ | ------ | ------ | ------ | ----- | ----- | ----- | ----- | ----- | ----- | ----- | ----- | ----- | --------------- |
| Simhopp              | ●      | 2      | 1      | 2      | 2      | 1      | 1      | 1      | 1     | 2     |       |       |       |       |       |       |       | 13              |
| Klippdykning         |        |        |        |        |        |        |        |        |       |       | ●     | 1     | 1     |       |       |       |       | 2               |
| Öppet vatten-simning |        | 2      |        | 1      | 1      |        | 1      |        | 2     |       |       |       |       |       |       |       |       | 7               |
| Simning              |        |        |        |        |        |        |        |        |       | 4     | 4     | 5     | 5     | 5     | 5     | 6     | 8     | 42              |
| Konstsim             |        | 1      | 2      | 1      | ●      | 1      | 2      | 1      | 1     |       |       |       |       |       |       |       |       | 9               |
| Vattenpolo           |        |        | ●      | ●      | ●      | ●      | ●      | ●      | ●     | ●     | ●     | ●     | ●     | ●     | 1     | 1     |       | 2               |
| Totalt               | 0      | 5      | 3      | 4      | 3      | 2      | 4      | 2      | 4     | 6     | 4     | 6     | 6     | 5     | 6     | 7     | 8     | 75              |
| Ackumulering         | 0      | 5      | 8      | 12     | 15     | 17     | 21     | 23     | 27    | 33    | 37    | 43    | 49    | 54    | 60    | 67    | 75    |                 |

## Medaljligan
| Placering | Land           | Guld | Silver | Brons | Totalt antal medaljer |
| --------- | -------------- | ---- | ------ | ----- | --------------------- |
| 1         | Kina           | 15   | 10     | 10    | 35                    |
| 2         | USA            | 13   | 14     | 6     | 33                    |
| 3         | Ryssland       | 9    | 4      | 4     | 17                    |
| 4         | Australien     | 7    | 3      | 8     | 18                    |
| 5         | Storbritannien | 7    | 1      | 6     | 14                    |
| 6         | Frankrike      | 5    | 1      | 1     | 7                     |
| 7         | Italien        | 3    | 3      | 8     | 14                    |
| 8         | Ungern         | 3    | 3      | 4     | 10                    |
| 9         | Sverige        | 3    | 2      | 1     | 6                     |
| 10        | Japan          | 3    | 1      | 4     | 8                     |
| 11        | Sydafrika      | 2    | 3      | 0     | 5                     |
| 12        | Tyskland       | 2    | 1      | 4     | 7                     |
| 13        | Brasilien      | 1    | 4      | 2     | 7                     |
| 14        | Nordkorea      | 1    | 0      | 1     | 2                     |
| 15        | Serbien        | 1    | 0      | 0     | 1                     |
| 16        | Nederländerna  | 0    | 8      | 0     | 8                     |
| 17        | Kanada         | 0    | 4      | 4     | 8                     |
| 18        | Danmark        | 0    | 2      | 2     | 4                     |
| 19        | Ukraina        | 0    | 2      | 1     | 3                     |
| 20        | Mexiko         | 0    | 2      | 0     | 2                     |
| 20        | Nya Zeeland    | 0    | 2      | 0     | 2                     |
| 22        | Spanien        | 0    | 1      | 2     | 3                     |
| 22        | Polen          | 0    | 1      | 2     | 3                     |
| 22        | Grekland       | 0    | 1      | 2     | 3                     |
| 25        | Jamaica        | 0    | 1      | 1     | 2                     |
| 26        | Litauen        | 0    | 1      | 0     | 1                     |
| 26        | Kroatien       | 0    | 1      | 0     | 1                     |
| 28        | Malaysia       | 0    | 0      | 1     | 1                     |
| 28        | Vitryssland    | 0    | 0      | 1     | 1                     |
| 28        | Argentina      | 0    | 0      | 1     | 1                     |
| 28        | Singapore      | 0    | 0      | 1     | 1                     |
| Totalt    | Totalt         | 75   | 76     | 77    | 228                   |